# August Zeuner
August Zeuner (* 6. September 1913 in Mülheim am Rhein; † 10. Dezember 1976 in Koblenz) war ein deutscher Politiker (CDU) und Sportfunktionär. Ab 1949 war er Bürgermeister in Oberwesel.
Zeuner besuchte das Gymnasium und die Realschule in Bingen, wo er 1929 die Obersekundarreife erreichte. Ab demselben Jahr arbeitete er in der Kommunalverwaltung.
1948 wählte ihn der Stadtrat von Oberwesel zum Ersten Beigeordneten, 1949 zum Bürgermeister.
Seit September 1950 war Zeuner, Vorsitzender vom Sportbund Rheinland in Koblenz, im dreijährigen Turnus mit den anderen Vorsitzenden der Sportbünde Pfalz und Rheinhessen, Vorsitzender des ebenfalls in Koblenz sitzenden Landessportbundes Rheinland-Pfalz und ab 1966 dessen alleiniger Vorsitzender. 
Neben seiner Laufbahn als Sportfunktionär war der Katholik Zeuner für die CDU von 1949 bis 1971 sowohl hauptamtlicher Bürgermeister als auch Amtsbürgermeister der Stadt Oberwesel und ab 1971 ehrenamtlicher Bürgermeister. 
August Zeuner war verheiratet und hatte vier Kinder.

## Ehrungen
- 1969: Bundesverdienstkreuz Erster Klasse
- 1972: Ehrenmitgliedschaft beim DSB
- 1974: Großes Verdienstkreuz der Bundesrepublik Deutschland